# Finola Hughes
Finola Hughes (Londres, Inglaterra, 29 de octubre de 1959) es una actriz, empresaria, escritora y presentadora de televisión británica, conocida principalmente por su papel de Anna Devane en las telenovelas General Hospital y All My Children de la cadena ABC Studios, por su interpretación de Laura en la película de 1983 Staying Alive (película) la secuela de Saturday Night Fever y por se papel en Charmed como Patty Halliwell.

## Carrera
Finola se formó en Danza y Artes escénicas en la Arts Educational Schools London. En 1981, ella originó el papel de Victoria the White Cat en la producción de Londres del musical Cats, de Andrew Lloyd Webber. En 1983 protagonizó con John Travolta en la película musical Staying Alive (película), una secuela de Saturday Night Fever.
Interpretó el papel de Laura, una bailarina inglesa que es el interés romántico del personaje de Travolta, Tony Manero. Hughes también apareció en la comedia de situación Blossom y como personaje de los X-Men (película) Emma Frost en la película de televisión y en Generación X (película).

## Vida personal
Hughes nació en Londres, Inglaterra. Se casó con Russell Young en el año 1992. Su primer hijo nació el 9 de noviembre de 2000. Más adelante, en el año 2005, adoptarían un hijo. Finalmente, en diciembre de 2007, tuvieron una hija.

## Filmografía
| Año  | Título                               | Papel                            | Notas                            |
| ---- | ------------------------------------ | -------------------------------- | -------------------------------- |
| 1980 | La manzana                           | Bailarina                        |                                  |
| 1981 | Choque de titanes                    | Bailarina                        |                                  |
| 1982 | Nutcracker                           | Nadia Gargarin                   |                                  |
| 1983 | Staying Alive (película)             | Laura                            |                                  |
| 1984 | The Master of Ballantrae             | Alison Graeme                    |                                  |
| 1987 | Atormentado por su pasado            | Megan McGuire                    |                                  |
| 1990 | La novia de negro                    | Cybil Cobb                       |                                  |
| 1991 | Soapdish                             | Actriz Todos mis juicios         |                                  |
| 1993 | Aspen Extreme                        | Jennifer Cole                    |                                  |
| 1994 | Lado Oscuro de Genio                 | Jennifer Cole                    |                                  |
| 1995 | Above suspicion                      | Iris                             |                                  |
| 1996 | Generación X (película)              | Emma Frost/Reina Blanca          |                                  |
| 1996 | El niño llorando                     | Jo Parker                        |                                  |
| 1997 | Prison of secret                     | Angie                            |                                  |
| 1997 | La escalera corporativa              | Dr. Woodward                     | Voz                              |
| 1998 | Jekyll island                        | Ronnie Fredericks                |                                  |
| 1998 | Pocahontas 2: viaje a un nuevo mundo | Reina Ana de Dinamarca           | Actriz de Voz                    |
| 1998 | 12 dólares                           | Classy                           |                                  |
| 1999 | Rockin Good Times                    | Ginger                           |                                  |
| 2000 | Los Intrépidos                       | Katherine Jessel                 |                                  |
| 2000 | Tycus                                | Amy Lowe                         |                                  |
| 2009 | Killer Hair                          | Josette Radford                  |                                  |
| 2010 | Desarmado                            | Lillian                          |                                  |
| 2011 | Conduciendo por Braille              | Beth Allen                       |                                  |
| 2011 | Like Crazy                           | Liz                              |                                  |
| 2011 | All-Star Superman                    | Lilo                             | Actriz de Voz                    |
| 2011 | Scooby-Doo                           | Profesora Svankmajer             | Actriz de Voz                    |
| 2013 | La apuesta                           | Directora y productora ejecutiva | Directora y productora ejecutiva |
| 2014 | Dance off                            | Jo Ann                           |                                  |
| 2017 | Byrd y las abejas                    | Directora y productora ejecutiva | Directora y productora ejecutiva |

## Televisión
| Año                 | Título                            | Personaje                                    | Notas                       |
| ------------------- | --------------------------------- | -------------------------------------------- | --------------------------- |
| 1992                | The kenny everett television show | Various                                      |                             |
| 1983                | The hot shoe show                 | Dancer                                       |                             |
| 1987                | L. A. Law                         | Lauren Sevilla                               | 3 episodios                 |
| 1985- Presente      | General Hospital                  | Anna Devane /Dr. Liesl Obrecht/ Alex Devane  |                             |
| 1992-93             | Jack's Place                      | Chelsea Duffy                                | 18 episodios                |
| 1993-95             | Blossom                           | Carol                                        | 28 episodios                |
| 1994                | Burke's Law                       | Rhonda                                       |                             |
| 1994                | Dream On                          | Laura North                                  |                             |
| 1996                | Superman: The Animated Series     | Lara Lor-Van                                 | 3 episodios                 |
| 1997                | Life With Louie                   | Miss Robertson                               | Voz                         |
| 1998-2006           | Charmed                           | Patty Halliwell                              | Personaje esporádico        |
| 1999-2001/2001-2003 | All My Children                   | Alexandra Devane Marick/ Anna Devane Scorpio |                             |
| 2004                | Hope and Faith                    | Herself                                      | 2 episodios                 |
| 2005-2008           | How do I look!                    | Host                                         |                             |
| 2007/2008           | Powers (serie de televisión)      | Janice Fellers                               |                             |
| 2008                | General Hospital: Night Shift     | Anna Devane                                  | 4 episodios                 |
| 2010                | CSI: Nueva York                   | Mrs. Christensen                             |                             |
| 2010                | Make It or Break It               | Viola Pettinger                              |                             |
| 2010                | Melissa & Joey                    | Herself                                      |                             |
| 2013-2014           | Beware the Batman                 | Lady Shiva                                   | 7 episodios                 |
| 2014-2015           | Granite Flats                     | Avon Lady/ Zelda                             | 3 episodios                 |
| 2020                | Good Trouble                      | Directora Episodio Daylight                  | Directora Episodio Daylight |